# GAM-67 Crossbow
Le GAM-67 Crossbow est un missile anti-radar développé par Northrop.